# Omid Abtahi
Omid Abtahi escutarⓘ(nascido em 12 de julho de 1979) é um ator Iraniano-Americano. Ele é mais conhecido no cinema por seus papéis em Jogos Vorazes: A Esperança - O Final e Argo. Na TV como  Salim em Sleeper Cell e American Gods.

## Início da vida e educação
Abtahi nasceu em Teerã, Irã. Aos 5 anos ele se mudou com sua família para Paris e mais tarde para os Estados Unidos, mais precisamente em Orange County, na Califórnia.
Ele graduado pela University High School, em Irvine, e frequentou o California State University, Fullerton.
Ele começou a estudar publicidade e teatro onde se formou em 2002.

## Carreira
Antes de atuar na televisão, Abtahi estreou em muitas produções teatrais, incluindo a Fraulein Else; Adoration of the Old Woman; Your Everyday Typical Romantic Comedy.
Em Los Angeles, Omid fez várias participações em Over There, 24 horas, Sleeper Cell, Ghost Whisperer, Grey's Anatomy, Fringe, Homeland, Better Call Saul, Damien entre outros. 
O ator também empresta sua voz ao personagem de Farid no jogo Call of Duty: Black Ops II, e Sergeant John Lugo em Spec Ops: The Line.
Enquanto se preparava para o papel de Tariq Nassiri na série de TV de Over There, Abtahi aprendeu a falar francês fluentemente.
Em 2017 Omid protagonizou a cena de sexo gay mais explicita da história da TV na série American Gods ou lado de Mousa Kraish.

## Filmografia

### Cinema e Televisão
| Ano       | Filme/Série                             | Personagem                   | Notas |
| --------- | --------------------------------------- | ---------------------------- | --- |
| 2005      | JAG                                     | Wahid                        | Episódio "Heart of Darkness"                                                                                                 |
| 2005      | Judging Amy                             | Reza Ajami                   | Episódio "The New Normal" |
| 2005      | Over There                              | Tariq Nassiri                | 12 episódios |
| 2005-2009 | 24 horas                                | Safa / Jibraan Al-Zarian     | Episódios "Dia 4: 7:00 p.m.-8:00 p.m." "Dia 7: 3:00 a.m.-4:00 a.m." "Dia 7: 4:00 a.m.-5:00 a.m." "Dia 7: 5:00 a.m.-6:00 a.m. |
| 2006      | Correndo com tesouras                   | Gerente do restaurante       | |
| 2006-2007 | Sleeper Cell                            | Salim                        | 7 episódios |
| 2007      | CSI: Crime Scene Investigation          | Chandru 'Dru' Kambhatla      | Episódio "The Good, the Bad and the Dominatrix"                                                                              |
| 2007      | The Unit                                | The Boss                     | Episódio "Play 16" |
| 2007-2008 | Ghost Whisperer                         | Justin Yates                 | Episódios "The Underneath" "Slam" "The Gravesitter"                                                                          |
| 2008      | Terminator: The Sarah Connor Chronicles | Sumner                       | Episódio "Gnothi Seauton" |
| 2008      | Usina de Sonhos                         | Mohammed                     | |
| 2008      | Ocean of Pearls                         | Amrit Singh                  | |
| 2008      | The Last Lullaby                        | Van                          | |
| 2008      | Space Chimps - Micos no Espaço          | Dr. Jagu (voz)               | |
| 2008      | Eli Stone                               | Amir Khan                    | Episódio "Should I Stay or Should I Go?"                                                                                     |
| 2008      | My Own Worst Enemy                      | Tony Nazari                  | 9 episódios |
| 2009      | Not Necessary                           | Larry Dallas                 | Curta-metragem |
| 2009      | Can Openers                             | Ali                          | Filme para a TV |
| 2009      | Bones                                   | Hal Shirazi                  | Episódio "The Bones That Foam"                                                                                               |
| 2009      | Diplomacy                               | Interprete americano         | Curta-metragem |
| 2009      | NCIS                                    | Saleem Ulman                 | Episódios "Aliyah" "Truth or Consequences"                                                                                   |
| 2009      | Entre Irmaõs                            | Yusuf                        | |
| 2009      | Stars                                   | The Pimp                     | Curta-metragem |
| 2009-2010 | FlashForward                            | Ed Fiore                     | Episódios "Gimme Some Truth" "Revelation Zero (Part 1)"                                                                      |
| 2010      | Pleading Guilty                         | Jonathan Ziven               | Filme para a TV |
| 2010      | An Idle Dream                           | Pascal                       | Curta-metragem |
| 2010      | Space Chimps 2 – O Retorno de Zartog    | Dr. Jagu / Reporter #2 (voz) | |
| 2010      | Three Rivers                            | Dr. Yousef Khouri            | Episódios "The Kindness of Strangers" "Status 1A"                                                                            |
| 2010      | The Event                               | William                      | Episódio "Protect Them from the Truth"                                                                                       |
| 2010      | Star Wars: The Clone Wars               | Cadet Amis (voz)             | Episódio "The Academy" |
| 2010      | Nikita                                  | Amir Komera                  | Episódio "Resistance" |
| 2010      | The Mentalist                           | Markham Shankar              | Episode "Red Hot" |
| 2010      | Grey's Anatomy                          | Aasif                        | Episódio "Something's Gotta Give"                                                                                            |
| 2011      | The Perfect Meal                        | Social Worker (voz)          | Curta-metragem |
| 2011      | Fringe                                  | Simon Phillips               | Episódio "Concentrate and Ask Again"                                                                                         |
| 2011      | Homeland                                | Raqim Faisel                 | Episódios "Clean Skin" "Semper I" "The Good Soldier"                                                                         |
| 2011      | Hide                                    | Neil                         | Filme para a TV |
| 2012      | The Good Wife                           | Samir                        | Episódio "Live From Damascus"                                                                                                |
| 2012      | Family Guy                              | Prince Faisal (voz)          | Episódio "Leggo My Meg-O" |
| 2012      | Covert Affairs                          | Sayid al-Muqri               | Episódio "Hello Stranger" |
| 2012      | Vigilantes da Guerra                    | Ghazi Hammoud                | |
| 2012      | Spec Ops: The Line                      | Staff Sergeant John Lugo     | Video game |
| 2012      | Call of Duty: Black Ops II              | Farid                        | Video game |
| 2012      | Argo                                    | Reza                         | |
| 2012-2013 | Last Resort                             | Nigel                        | Episódios "Captain" "Blue on Blue" "Skeleton Crew" "Another Fine Navy Day" "Damn the Torpedoes"                              |
| 2013      | Family Guy                              | Mahmoud (voz)                | Episódio "Turban Cowboy" |
| 2013      | Castle                                  | Waqas Rasheed                | Episódio "Dreamworld" |
| 2014      | Legends                                 | Bashir Al-Kanazer            | Episódios "Iconoclast" "Wilderness of Mirrors"                                                                               |
| 2015      | Jogos Vorazes: A Esperança - O Final    | Homes                        | |
| 2015      | Better Call Saul                        | Detetive Abbasi              | Episódios "Alpine Shepherd Boy" "Five-O" "Bingo"                                                                             |
| 2016      | Damien                                  | Amani Golker                 | |
| 2017      | American Gods                           | Salim                        | Episódios "Head Full of Snow" "Lemon Scented You" "Come to Jesus"                                                            |